# Biblioteca Municipal Avertano Rocha
A Biblioteca Pública Municipal Avertano Rocha (BPMAR) é uma biblioteca brasileira, integrante da Fundação Cultural de Belém, localizado no Chalé Tavares Cardoso no distrito belenense de Icoaraci, distrito paraense de Belém do Pará, construído pelo livreiro português Eduardo Tavares Cardoso (dono da Livraria Universal) durante o Ciclo da Borracha em estilo eclético da Belle Époque.
O chalé passou a sediar a biblioteca Pública em julho de 1972 como extensão do Ginásio Municipal Avertano Rocha. Após um longo período de abandono em ruínas, foi restaurado pelo governo municipal de 1997, para abrigar além da biblioteca o museu de Artes Populares no andar térreo do prédio, o primeiro museu público do Distrito de Icoaraci.
Da BPMAR fazem parte ainda a Biblioteca Municipal Maria Lúcia Medeiros, situada no distrito belenense de Mosqueiro, e a Biblioteca João Carlos Pereira no bairro do Tapanã, construídas via convênio entre a Prefeitura Municipal e o Ministério da Cultura. 